# Pedro Jacinto García
Pedro Jacinto García Pérez (ur. 21 października 1982) – hiszpański zapaśnik walczący w stylu klasycznym. Zajął 23 miejsce na mistrzostwach świata w 2003 i 2013. Dziewiętnasty na mistrzostwach Europy w 2009 i 2011. Ósmy na igrzyskach śródziemnomorskich w 2005 i dziewiąty w 2009. Trzeci na mistrzostwach śródziemnomorskich w 2015 roku.